# Fangraphs
FanGraphs.com é uma website gerida pela Fangraphs Inc., localizada em Arlington, Virgínia, Estados Unidos, e criada e de propriedade de David Appelman, dedicada à análise estatística de beisebol, principalmente nas atividades da Major League Baseball.